# Zhang Chengdong
Dans ce nom, le nom de famille, Zhang, précède le nom personnel.
Zhang Chengdong est un footballeur international chinois né le 9 février 1989 à Baoding. Il évolue au poste d'attaquant au Hebei China Fortune FC.